# Rakytov (Dolný Harmanec)

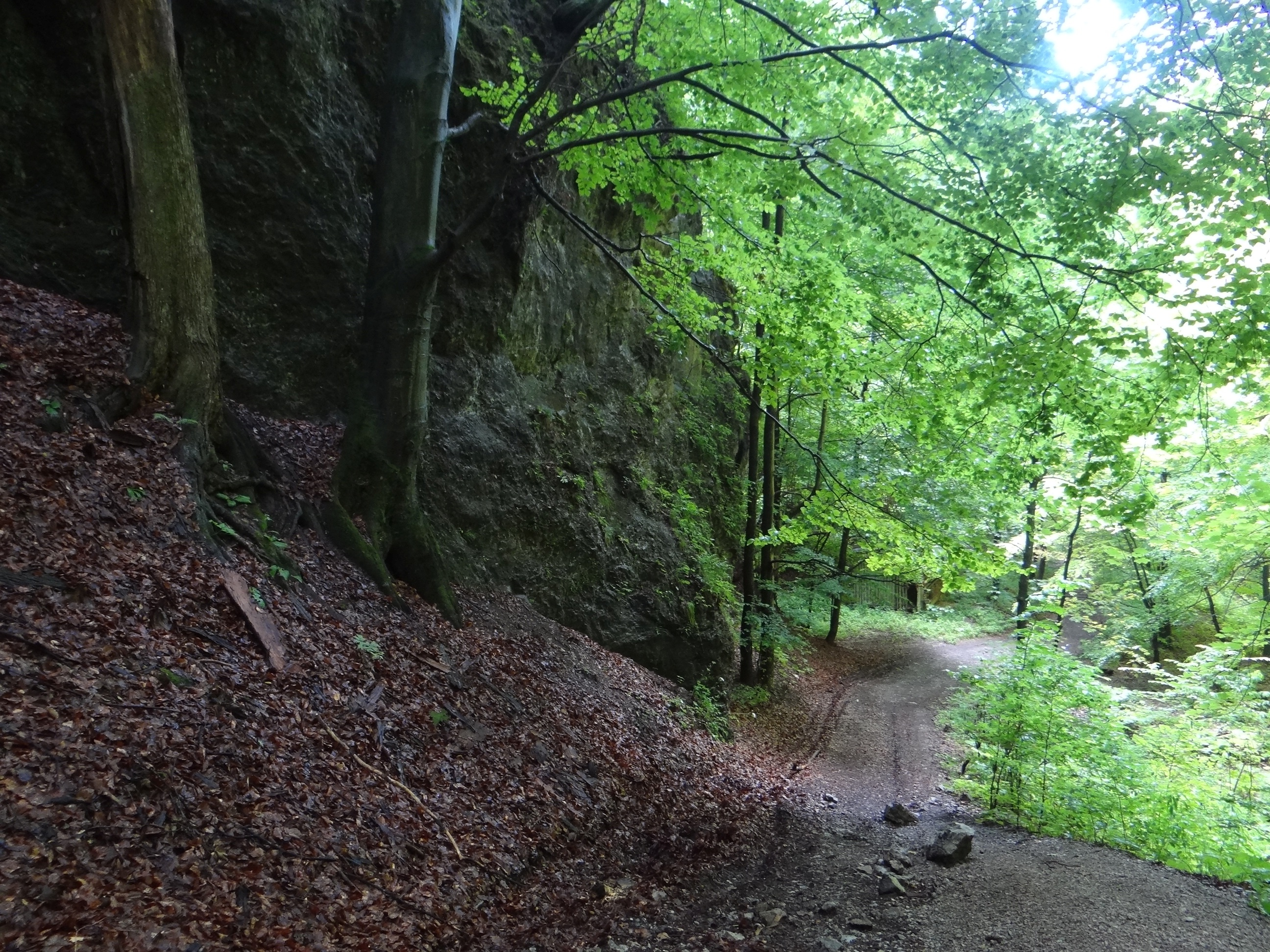
Wylot doliny Rakytov

Rakytov – dolina w Wielkiej Fatrze na Słowacji, będąca orograficznie lewym odgałęzieniem Harmaneckiej doliny. Opada w kierunku południowym spod grzbietu łączącego szczyty Črchľa (szczyt) (1207 m) i Kelnerová (1007 m). Lewe zbocza doliny tworzy południowy grzbiet Črhli zakończony szczytem Kosienky (893 m).
Dnem doliny spływa potok Rakytov. Dolina jest całkowicie porośnięta lasem. Wyżłobiona została w skałach wapiennych i na obu jej zboczach występują liczne ich odsłonięcia. Dawniej w wylocie doliny Rakytov istniała elektrownia wodna Harmanec. Zasialana była wodą potoków Harmanec i Rakytov. Obecnie jej pozostałości są atrakcją turystyczną jako vodný žľab Harmanec. Przy budynku dawnej elektrowni stoi wymontowana z niej turbina wodna. Wzdłuż potoku dnem dolnej części doliny prowadzi droga leśna. 
Dolina znajduje się w obrębie Parku Narodowego Wielka Fatra. 

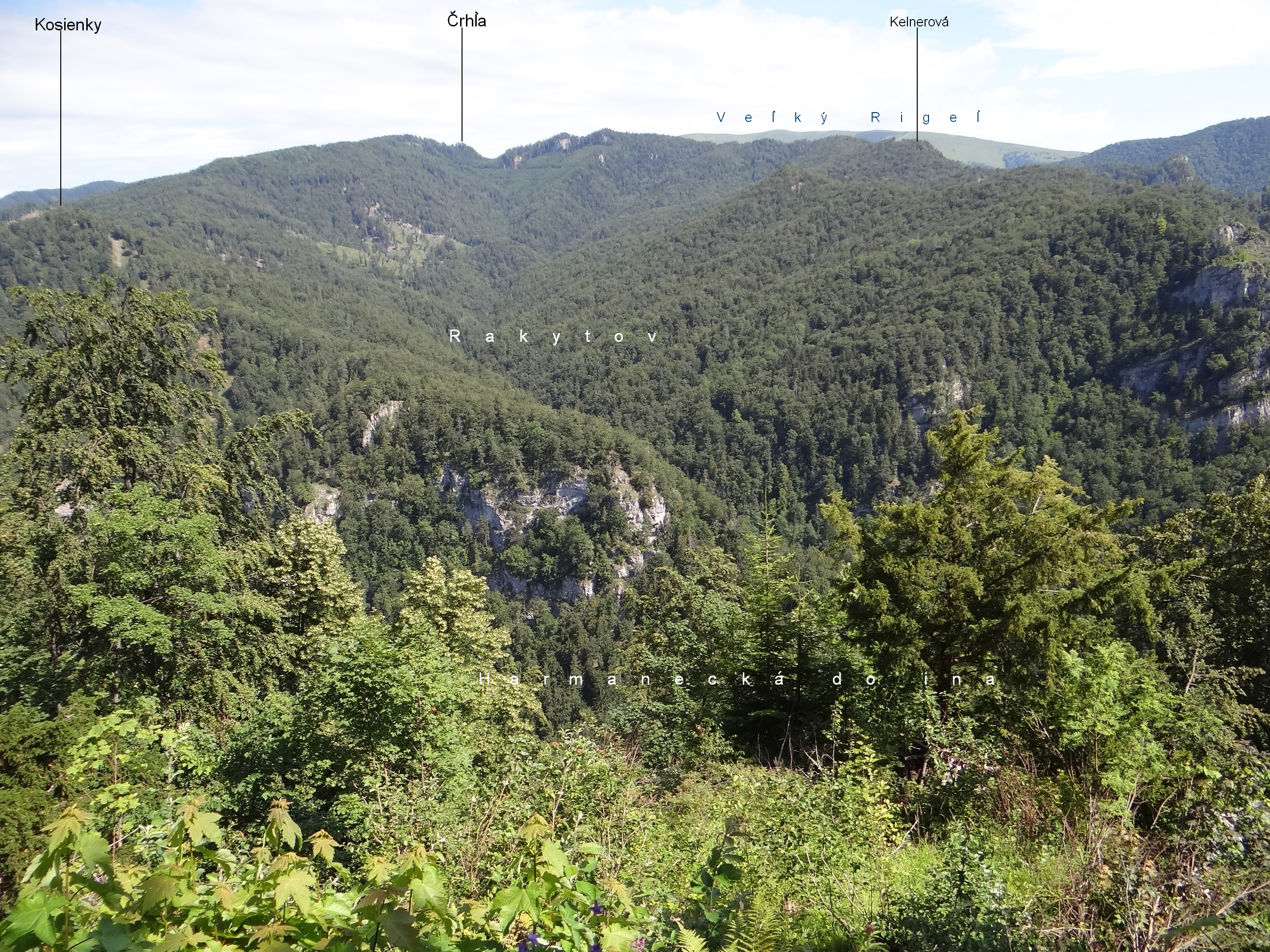
Widok na dolinę Rakytov spod otworu Jaskini Harmanieckiej